# Internationale van Anarchistische Federaties
De Internationale van Anarchistische Federaties (IAF, Internationale Anarchistische Föderation, International of Anarchist Federations of IFA, Internacional de las Federaciones Anarquistas) werd in 1968 door verschillende Europese anarchistische federaties op een internationaal congres in Carrara. Om weerstand te kunnen bieden tegen de groeiende internationale macht van de staat en kapitalisme, heeft de IFA sinds diens oprichting tot doel om te bouwen aan sterke en actieve internationale anarchistische structuren.
De federaties binnen de IFA zijn van mening dat een dergelijke organisatie nodig is voor het coördineren van hun internationale werk en om efficiënt samen te werken voor hun gemeenschappelijke doelen. Om de kwaliteit van de uitwisseling en samenwerking te verbeteren heeft de IFA ook nauw contact met andere anarchistische organisaties, zoals de IWA (Internationale Arbeiders Associatie, een internationale organisatie van anarcho-syndicalistische organisaties).
De uitgangspunten en het functioneren van de IFA zijn gebaseerd op confederalisme, vrije samenstelling en wederzijdse hulp. Om coördinatie en communicatie binnen de IFA te bevorderen hebben zij een internationaal secretariaat (enkel uitvoerend). Dit internationale secretariaat dient als contactpunt voor andere anarchistische groepen en organisaties. Het verantwoordelijkheid voor secretariaat wordt onderling gerouleerd binnen de IFA-federaties.
In augustus 2016 vond het 10de congres van de IFA plaats waarbij zijn er een aantal nieuwe uitgangspunten binnen de IFA aangenomen. Deze maken het nu mogelijk maken om meerdere federaties binnen één landsgrens te hebben als dit wenselijk is, bijvoorbeeld door de geografische ligging, politieke samenstelling of in verband met taalgrenzen.